# 石塘咀總站

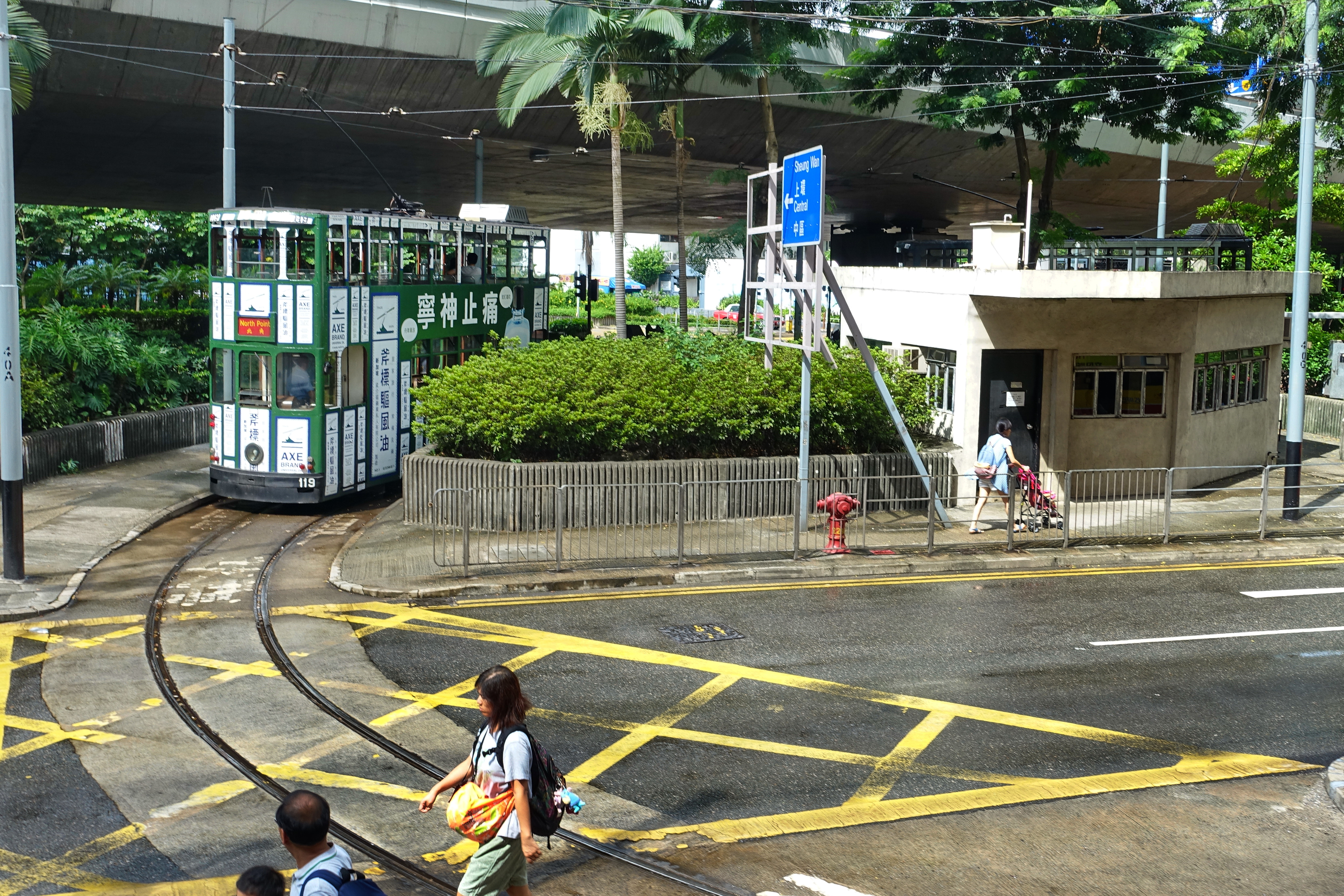
石塘咀總站

石塘咀總站（英語：Shek Tong Tsui Terminus），又稱屈地街總站（英語：Whitty Street Terminus），是一個位於香港香港島中西區石塘咀德輔道西與山道，與屈地街約有150米的距離，屬於香港電車的電車總站，也是中西區內三個總站之一。

## 簡介
石塘咀總站於1909年啟用，當時位置是德輔道西與山道交界之東北角，即現今香港商業中心旁邊，比總站現址較接近屈地街。當時總站已是迴圈設計，中間設有電車總站更亭。
六七暴動期間，石塘咀電車總站曾遭到炸彈襲擊，造成9人受傷。
隨著1980年代後期干諾道西天橋的興建工程，原有的屈地街總站拆卸，以屈地街為終站的電車一度需要在屈地街車廠入口落客，至現址的新總站啟用為止。
2000年代中期，電車布牌上的「屈地街」陸續改為「石塘咀」，以免乘客與屈地街車廠的落客點混淆。

## 路線
- 石塘咀↔銅鑼灣
- 石塘咀↔北角

## 鄰近設施
- 香港大學站（B2出口）
- 均益大廈
- 太平洋廣場
- 香港商業中心